# Номерні знаки штату Нью-Йорк

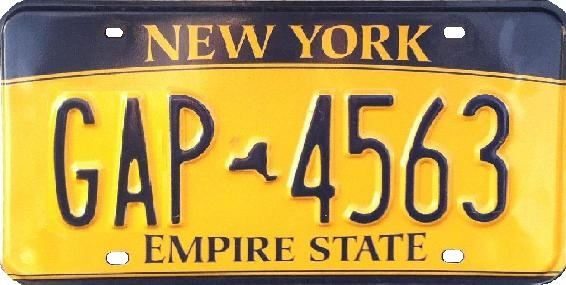
Чинний регулярний номерний знак

Регулярний номерний знак до 2001-2010

Регулярний номерний знак 1986-2001

Номерні знаки штату Нью-Йорк видаються Департаментом моторних транспортних засобів (DMV). Штат Нью-Йорк вимагає розміщення двох номерних знаків на автомобілі. Регулярні номерні знаки штату Нью-Йорк мають формат АБВ1234. Кодування відсутнє. Чинні бланки номерних знаків мають основне жовте тло та синє тло у верхній частині таблички. В нижньому рядку номерного знаку розташовується гасло штату: Імперський штат (Empire state). Індивідуальні комбінації літер і цифр можливо використовувати на стандартному бланку номерного знаку.

## Інші формати регулярних номерних знаків
- Номерні знаки для мотоциклів мають формат 12АБ34 та розміри 4х7 дюймів;
- Номерні знаки для вантажного транспорту мають формат 12345АБ.
- Номерні знаки для причепів мають формат АБ12345;
- Номерні знаки для вантажних комерційних перевезень за межі штату (APPORTIONED) мають формат 12345АБ.

## Номерні знаки «особливого інтересу»
Номерні знаки «особливого інтересу» мають власні бланки та формат 123АБВ. До опціонних знаків «особливого інтересу» в штаті Нью-Йорк також відносяться номерні знаки округів штату.